# Noel Willman
Entre otras películas, Noel Willman interviene como actor en "The Man Who Knew Too Much" (1956), "Carve Her Name with Pride" (1958), "The Kiss of the Vampire" (1963), "Doctor Zhivago" (1965), "The Reptile" (1966) y "The Odessa File" (1974). 
También fue director de teatro y actor, y ganó un premio Tony en 1962 por su dirección de la producción original de Broadway de A Man For All Seasons de Robert Bolt. Según Bolt, jugó un papel decisivo en muchos aspectos del desarrollo de la obra, incluido el casting de Paul Scofield como Thomas More. En 1966 fue nominado en la misma categoría por El león en invierno de James Goldman. Más tarde dirigió a Katharine Hepburn y Christopher Reeve en A Matter of Gravity en 1976.
Colaboró con frecuencia con Bolt, dirigiendo El tigre y el caballo y Gentle Jack (y apareciendo en Zhivago, que Bolt escribió). Uno de sus papeles teatrales más famosos fue junto a Alec Guinness en la producción teatral de The Prisoner de Bridget Boland, por la que ganó el premio Clarence Derwent, y que luego se convirtió en una película, protagonizada por Guinness y Jack Hawkins. 
Willman estudió para teatro en el London Theatre Studio, que había sido creado por Michel Saint-Denis y George Devine en 1936. Trabajando como director de escena para la producción itinerante de John Gielgud de The Beggar's Opera, asumió el papel de Macheath en el corto aviso de Michael Redgrave, que se había enfermado y cuyo suplente habitual había sufrido un ataque de laringitis.
Durante la guerra, realizó una gira con la Old Vic Company, luego dirigida por Tyrone Guthrie, actuando en The Merchant of Venice en 1941 y participando en varias producciones en la base de Vic's Liverpool Playhouse, incluyendo Androcles and the Lion de Shaw. Impulsado por Guthrie, se convirtió en director. En 1942 presentó su producción debut Ah, Wilderness! por Eugene O'Neill.
- Datos: Q3342667